# جيمس بوين إيفرهارت
جيمس بوين إيفرهارت هو محامي وسياسي أمريكي، ولد في 26 يوليو 1821 في وست تشستر ‏ في الولايات المتحدة، وتوفي بنفس المكان في 23 أغسطس 1888. نشط حزبياً في الحزب الجمهوري. وقد انتخب عضو مجلس ولاية بنسيلفانيا ‏ وانتخب عضو مجلس النواب الأمريكي ‏.